# Pigia tergeminaria
Pigia tergeminaria là một loài bướm đêm trong họ Geometridae.